# Platycephalus
Platycephalus – rodzaj ryb skorpenokształtnych z rodziny płaskogłowowatych.

## Klasyfikacja
Gatunki zaliczane do tego rodzaju:
| - Platycephalus aurimaculatus - Platycephalus bassensis - Platycephalus caeruleopunctatus - Platycephalus chauliodous - Platycephalus conatus - Platycephalus cultellatus - Platycephalus endrachtensis - Platycephalus fuscus - Platycephalus indicus | - Platycephalus laevigatus - Platycephalus longispinis - Platycephalus marmoratus - Platycephalus micracanthus - Platycephalus orbitalis - Platycephalus richardsoni - Platycephalus speculator - Platycephalus westraliae |

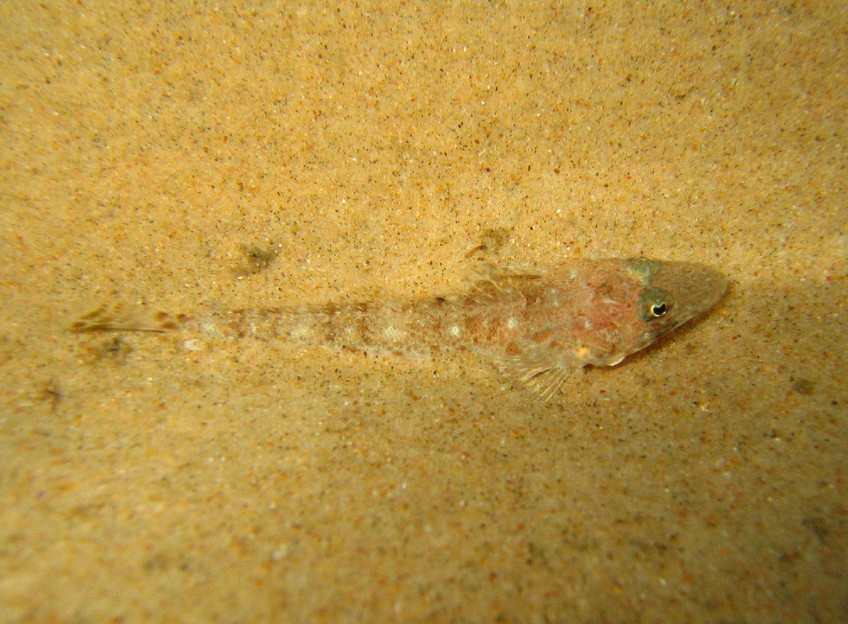
Platycephalus bassensis
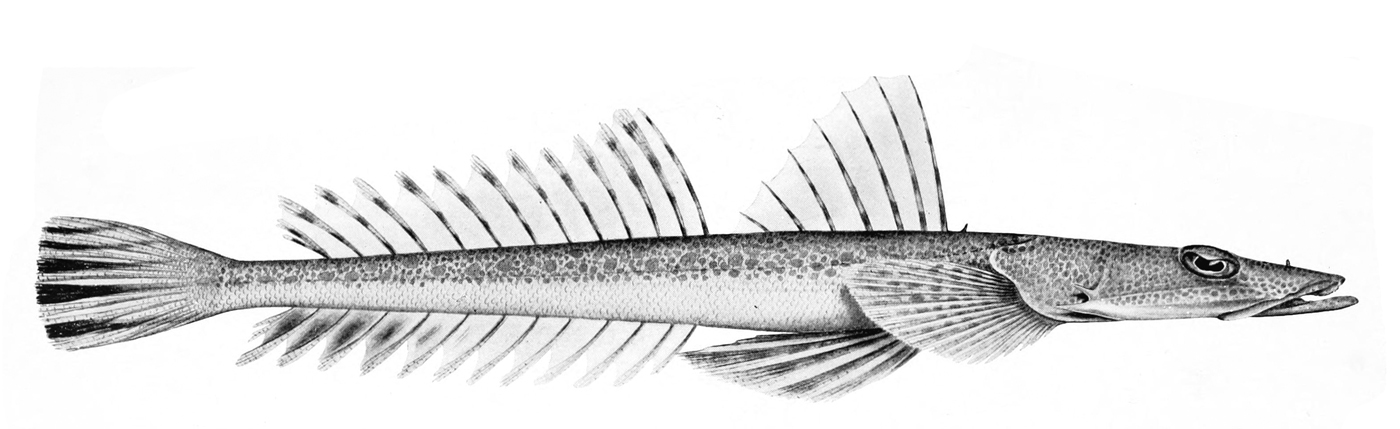
Platycephalus endrachtensis
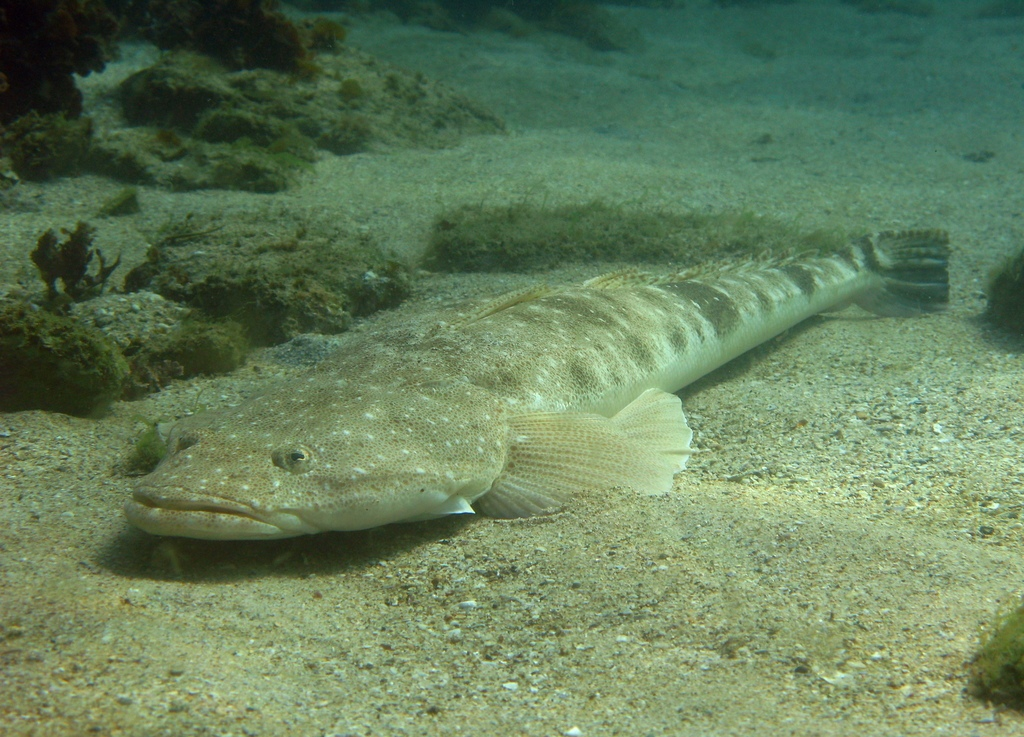
Platycephalus fuscus